# Beresino (Brjansk)
Beresino (russisch Березино) ist ein Dorf in der Oblast Brjansk (Russland). Es liegt etwa fünf Kilometer nordöstlich der Stadt Fokino und hat etwa 1500 Einwohner.

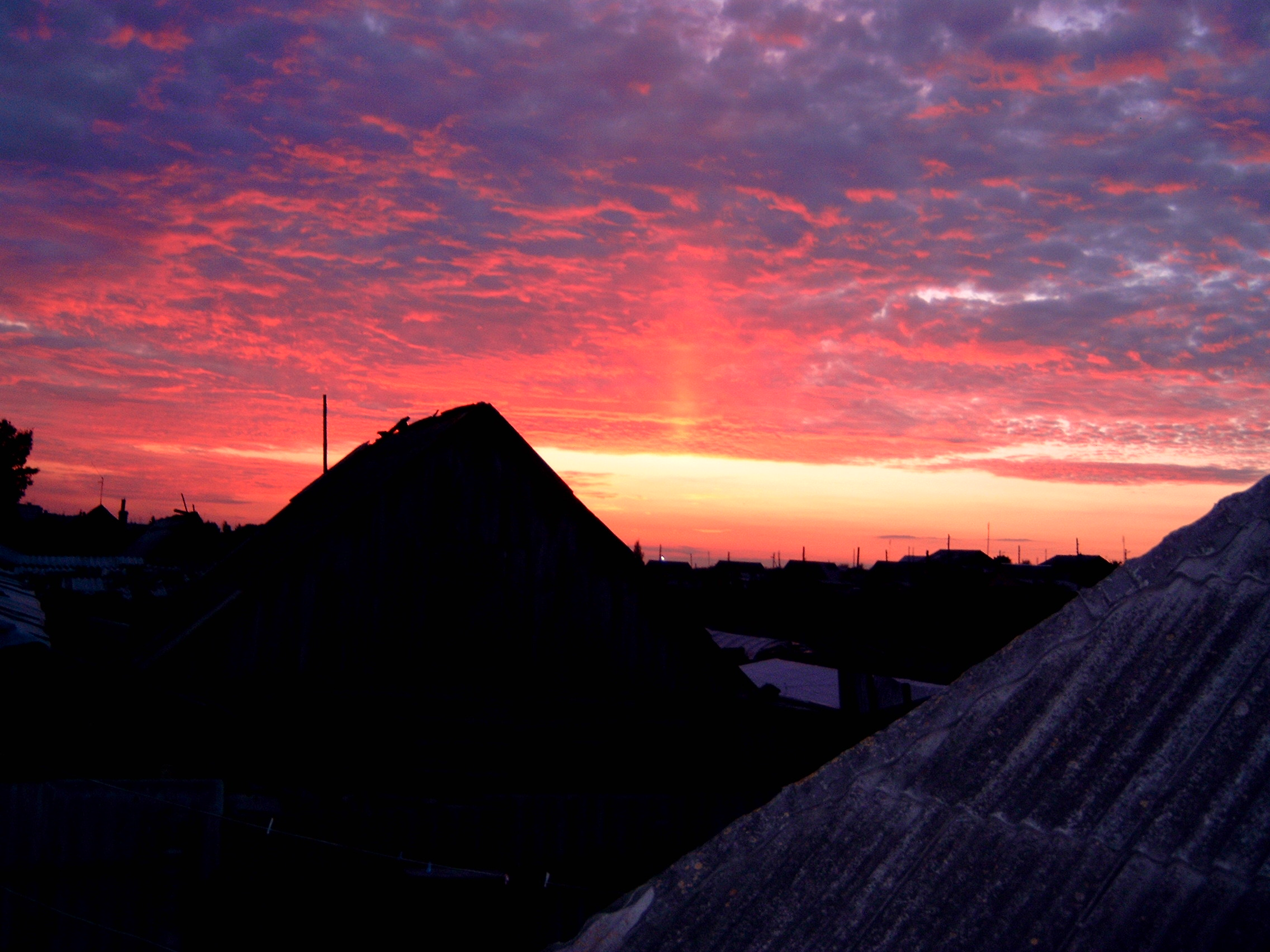
Blick über die Dächer des Dorfes

Beresino gehört zum Djatkowski rajon, dessen Zentrum Djatkowo sich 15 km nordöstlich befindet. Das Dorf ist Sitz der Landgemeinde Beresinskoje selskoje posselenije, zu der noch ein weiteres Dorf gehört, das etwa 3 km nördlich gelegene Pupkowo. Die Landgemeinde hat insgesamt 2046 Einwohner (Stand 14. Oktober 2010).
Im Dorf gibt es eine Bibliothek, eine Schule und einen Kindergarten. Die Hauptarbeitgeber sind das Zementwerk in Fokino und ein großer Sowchos.